# Шатра
Шатра́ (рос. Шатра, башк. Шатра) — присілок у складі Міякинського району Башкортостану, Росія. Входить до складу Сатиєвської сільської ради.
Населення — 9 осіб (2010; 21 в 2002).
Національний склад:
- росіяни — 67 %